# Kim Jung-woo
Kim Jung-woo (hangul: 김정우; nascido em 9 de maio de 1990), anteriormente conhecido como Yoosung (hangul: 유성), é um cantor e ator sul-coreano. Ficou popularmente conhecido por ter sido integrante dos grupos musicais Coed School e Speed, formados pela MBK Entertainment.

## Carreira

### Antes da estreia
Jungwoo ficou em primeiro lugar no FNC Music Open Audition Grand Prix 2009 e treinou por dois anos na FNC Entertainment antes de migrar para a MBK Entertainment.

### Coed School
Em 30 de setembro de 2010, Jungwoo realizou sua estreia como integrante do grupo Coed School com o lançamento do single Too Late, usando seu stage name Yoosung. Pouco mais de duas semanas, o grupo retornou com seu segundo single Bbiribbom Bberibbom. O primeiro extended play do grupo Something That Is Cheerful And Fresh foi lançado em 28 de outubro de 2010.

### Speed
Eventualmente, Coed School foi dividido em duas unidades; masculino e feminino. Jungwoo realizou sua estreia como integrante da unidade masculina, Speed. A unidade realizou sua primeira apresentação ao vivo no programa musical Music Bank em 17 de fevereiro de 2012. Apesar de ser considerada a unidade masculina do Coed School, em 2013 a MBK Entertainment anunciou que não havia planos para um retorno de Coed School, portanto as unidades Speed e F-ve Dolls se tornariam grupos independentes. Em meados de 2015, foi anunciado a separação do Speed após o perfil do grupo ser removido do site oficial da MBK Entertainment. Apesar das circunstâncias, nenhum anúncio oficial da gravadora foi feito.

### Carreira solo
Em meados de 2016, Jungwoo revelou através de suas redes sociais que seu contrato com a MBK Entertainment havia expirado. Mais tarde, ele assinou um contrato com a Maroo Entertainment para seguir sua carreira na atuação. Em 2017, Jungwoo foi escalado para competir no programa de sobrevivência da YG Entertainment, Mix Nine, ao lado de sua antiga companheira de grupo Chanmi.

## Filmografia
| Ano  | Título         | Emissora  | Função      | Notas                          |
| ---- | -------------- | --------- | ----------- | ------------------------------ |
| 2013 | Beatles Code 2 | Mnet      | Convidado   | com Taewoon, Sungmin e Davichi |
| 2013 | Money Tower    | Channel A | Concorrente |                                |
| 2017 | Mix Nine       | JTBC      | Concorrente |                                |